# Cleto Locatelli
Cleto Locatelli, all'anagrafe Anacleto Locatelli (Bellinzona, 5 novembre 1906 – Parigi, 5 ottobre 1961) è stato un pugile italiano, campione italiano e due volte europeo dei pesi leggeri tra il 1932 e il 1933. Fu il primo peso leggero italiano a conquistare la cintura europea.
Considerato uno dei più grandi pugili della storia del pugilato italiano, la sua vita fu segnata da grandi successi sportivi e mondani ma si concluse in povertà.

## Biografia
Nato a Bellinzona da genitori italiani. Nel 1912 la famiglia Locatelli si trasferì a Milano. 

### Carriera dilettantistica
Pugilisticamente Locatelli mosse i primi passi nella palestra dell'Unione Sportiva Milanese. A diciassette anni trionfò in un torneo di novizi e venne quindi accettato nell'Accademia Pugilistica Italiana. Nel 1925, a Firenze, vinse la medaglia d'argento ai Campionati italiani nella categoria dei pesi piuma, perdendo in finale ai punti da Mario Galeazzi.

### Carriera professionistica
Il 17 gennaio 1926, dopo aver adempiuto agli obblighi militari, Locatelli debuttò come professionista. Al suo primo incontro batté facilmente ai punti Alberto Palombo. Il 16 aprile dello stesso anno, al suo terzo combattimento da professionista, incontrò il romano Fernando Marfut, battendolo in una bellissima battaglia. 
Dopo due tentativi con Mario Farabullini, persi entrambi per squalifica, Locatelli divenne campione italiano dei pesi leggeri il 5 ottobre 1929 battendo Vincenzo Rocchi. Perse il titolo il 5 ottobre 1930 alla prima difesa contro il campione olimpico di Amsterdam 1928 Carlo Orlandi. Nella rivincita per il titolo, disputata il 17 maggio 1931, non andò oltre il pari.
Nel frattempo Locatelli si era trasferito in Francia, dove combatté oltre trenta match tra il 1930 e il 1933, conseguendo una sola sconfitta. Combatté anche a Bruxelles (sconfitta ai punti con il belga François Sybille), a Tunisi, a Londra, a Ginevra, e ad Algeri. 
Il 17 luglio 1932 a Rotterdam, davanti a 10 000 spettatori, conquistò il titolo europeo dei pesi leggeri sconfiggendo l'olandese Beb van Klaveren. Alla prima difesa perse la cintura per squalifica al terzo round contro François Sybille, ancora a Bruxelles. Il 26 dicembre successivo si prese la rivincita su Carlo Orlandi battendolo ai punti.
Dopo un incontro senza titolo in palio, terminato in parità a Marsiglia, il belga Sybille fu costretto a mettere nuovamente in palio la cintura europea contro il ticinese. Il 22 ottobre 1933 a Roma, nel sottoclou del match mondiale Carnera-Uzcudun, in una Piazza di Siena stracolma di 60.000 spettatori, Locatelli ruscì finalmente ad aver ragione ai punti del rivale e a riconquistare il titolo europeo dei pesi leggeri.
Nello stesso anno si trasferì negli Stati Uniti e il 15 dicembre 1933 al Madison Square Garden di New York incontrò l'italoamericano Tony Canzoneri, uno dei più forti pugili di tutti i tempi e già campione del mondo dei piuma, dei leggeri e dei superleggeri. Locatelli perse ai punti. A Filadelfia incontrò e sconfisse forti pesi leggeri e superleggeri. Il 27 aprile 1933 alla Royal Albert Hall di Kensington (Londra) batté l'ex campione del mondo dei pesi superleggeri Jack Kid Berg, attualmente membro della Hall of Fame. Si ripeté, ancora ai punti, battendo il britannico al Madison Square Garden di New York. Sconfisse anche Benny Bass e Frankie Klick. Al limite dei pesi welter perse solo ai punti contro un altro "mostro sacro" come Ceferino Garcia. 
Combatté un secondo incontro con Tony Canzoneri, il 2 febbraio 1934, in un Madison Square Garden stracolmo di italiani e italoamericani. Si scontrarono la classe del milanese contro l'aggressività dello statunitense, le schivate millimetriche del primo contro la velocità dell'altro. La giuria emise un primo verdetto di parità, poi cambiato in una sconfitta per Anacleto Locatelli. Il New York Times, tuttavia, criticò questa decisione, non ritenendola giusta. Il 12 agosto 1936, a New York, batté ai punti il futuro campione del mondo dei welter Fritzie Zivic. 
Tornato a Parigi, sua patria adottiva, Locatelli combatté fino all'età di 35 anni. Affrontò il giovane fuoriclasse Marcel Cerdan, di dieci anni più giovane, in due match al limite dei pesi welter. Fu sconfitto entrambe le volte dal franco-marocchino il quale però dichiarò: «Ho tirato di boxe contro Locatelli e per molte riprese ho creduto di combattere contro Satana, nonostante mi fossi fatto il segno della croce ...». 
Negli ultimi anni, salito nei welter, trovò difficoltà sui ring italiani a imporre la sua superiorità pugilistica con i connazionali che affrontò. Con il campione europeo Saverio Turiello, senza titolo in palio, ottenne un pari e una sconfitta. Con l'antico avversario Carlo Orlandi, tra il 1938 e il 1940, un pari e due sconfitte.
Si è ritirato nel 1941 dopo aver disputato 161 incontri, di cui 102 vinti, 41 persi e 18 pari.

### Dopo il ritiro
Terminata la carriera da professionista, Locatelli dilapidò in pochi anni i suoi guadagni e tirò avanti con un piccolo stipendio che guadagnava lavorando presso un editore. Morì all'ospedale di Créteil, nell'agglomerato urbano parigino, il 5 ottobre 1961. 
Secondo il parere del grande allenatore Steve Klaus, Cleto Locatelli è stato il pugile italiano di maggior talento.